# Michael John Smith
Michael John „Mike“ Smith (* 30. April 1945 in Beaufort, North Carolina, USA; † 28. Januar 1986 bei Cape Canaveral, Florida) war ein US-amerikanischer Marineflieger und Astronaut, der zur Besatzung der Challenger-Mission STS-51-L gehörte. Beim Absturz der Raumfähre kamen alle sieben Besatzungsmitglieder ums Leben.

## Militärlaufbahn
Smith schloss 1963 die High School in Beaufort ab und studierte an der United States Naval Academy in Maryland Marinetechnik. Nach seinem Bachelor, den er 1967 erhielt (von den 893 Absolventen des Jahrgangs belegte er Platz 108), ging er an die Naval Postgraduate School im kalifornischen Monterey  und erhielt ein Jahr später einen Master in Luftfahrttechnik.
Nach seiner Graduierung wurde Smith in Texas zum Marinepiloten geschult und war dann als Ausbilder am Advanced Jet Training Command tätig. Ab dem Frühjahr 1971 diente er auf dem Flugzeugträger Kitty Hawk als Pilot für die A-6E „Intruder“ im Vietnamkrieg. Nach dem Krieg wurde er in Maryland an der United States Naval Test Pilot School (USNTPS) zum Testpiloten ausgebildet. Im Anschluss an das Examen arbeitete er ab 1974 an der Entwicklung eines Zielerkennungssensors für die A-6 Intruder. 1976 kehrte er für anderthalb Jahre als Ausbilder an die USNTPS zurück, bevor mit einer Einheit an Bord der Saratoga im Mittelmeer patrouillierte. Zugunsten der Raumfahrt verließ er schließlich den aktiven Dienst als Soldat bei der United States Navy im Rang eines Captains.

## NASA-Tätigkeit
Smith wurde im Mai 1980 für das NASA-Raumfahrtprogramm ausgewählt. Er war einer von acht Piloten, die sich für den Space Shuttle qualifiziert hatten. Zusammen mit elf Missionsspezialisten bildeten sie die neunte Astronautengruppe der US-Raumfahrtbehörde. Die Ausbildung begann im Herbst 1980 und war ein Jahr darauf beendet.
Nachdem Mike Smith im Sommer 1984 sein erstes Raumflugmandat erhielt, das aber nicht stattfand (er sollte Pilot auf STS-51-H sein, ein Wiederholungsflug im November 1985 von Spacelab-1-Experimenten, der aber gestrichen wurde), ernannte man ihn im Januar 1985 zum Piloten von STS-51-L: Nach dem Aussetzen des zweiten Kommunikationssatelliten der TDRS-Reihe zehn Stunden nach dem Start, sollte der sich seinerzeit in Erdnähe befindende Halleysche Komet beobachtet werden. Dazu war der Satellit SPARTAN an Bord, der am dritten Flugtag abgesetzt werden sollte, um 40 Stunden ungestört den Kometen observieren zu können. Als das Shuttle am 28. Januar 1986 startete, brach es nur 73 Sekunden später auseinander. Dabei kamen alle sieben Astronauten ums Leben.
Danach war Smith im September 1985 für einen weiteren Flug (STS-61-I) nominiert worden, der im Herbst 1986 stattfinden sollte, aufgrund der Katastrophe von 51-L jedoch erst im Jahr 1990 als STS-32 durchgeführt wurde.
Mike Smith wurde auf dem Nationalfriedhof Arlington beigesetzt. Er hinterließ seine Frau Jane und drei Kinder. Zu Ehren des Astronauten trägt ein Flugplatz an seinem Geburtsort seinen Namen (Michael J. Smith Field Airport). Auch der Asteroid (3351) Smith wurde im März 1986 nach ihm benannt, sowie 1988 der Mondkrater Smith.